# Journal of Mass Spectrometry
Das Journal of Mass Spectrometry, abgekürzt J. Mass Spectrom., ist eine wissenschaftliche Fachzeitschrift, die vom Wiley-Blackwell-Verlag veröffentlicht wird. Die Zeitschrift wurde 1968 unter dem Namen Organic Mass Spectrometry gegründet. Im Jahr 1995 erfolgte die Fusion mit der Zeitschrift Biological Mass Spectrometry und es wurde der Name Journal of Mass Spectrometry angenommen. Derzeit erscheint die Zeitschrift mit 24 Ausgaben im Jahr. Es werden Artikel veröffentlicht, die sich mit den verschiedenen Aspekten der Massenspektrometrie beschäftigen.
Der Impact Factor lag im Jahr 2019 bei 1,671. Nach der Statistik des ISI Web of Knowledge wird das Journal mit diesem Impact Factor in der Kategorie analytische Chemie an 60. Stelle von 86 Zeitschriften, in der Kategorie Spektroskopie an 24. Stelle von 42 Zeitschriften und in der Kategorie biochemische Forschungsmethoden an 61. Stelle von 77 Zeitschriften geführt.